# Alexandre Czerniatynski
Alexandre Czerniatynski (28 de juliol de 1960) és un exfutbolista belga.

## Selecció de Bèlgica
Va formar part de l'equip belga a la Copa del Món de 1982.